# Parents, Families and Friends of Lesbians and Gays
Parents, Families and Friends of Lesbians and Gays, förkortat och sedan 2014 officiellt PFLAG, är en organisation för stolta vänner och anhöriga till homo- och bisexuella. Organisationen grundades i New York 1973, men har medlemmar över hela världen. 
Idén till rörelsen uppstod år 1972 då Jeanne Manford marscherade med sin homosexuella son på New York Pride (då Christopher Street Liberation Day March). Föreningen grundades officiellt den 11 mars 1973.

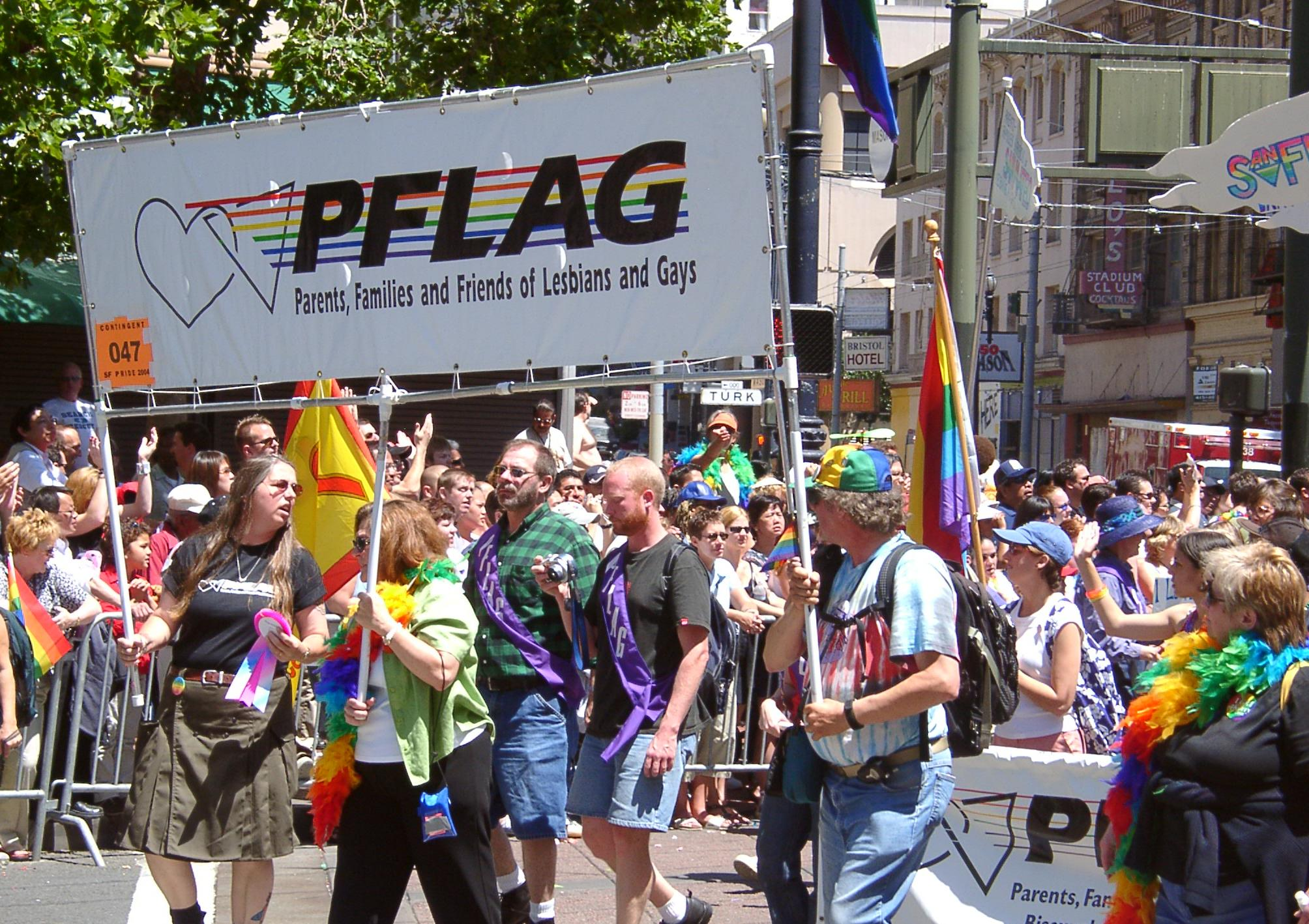
PFLAG deltar i San Francisco Pride år 2004.

I dagens läge har den lokalföreningar på 366 olika ställen. De finns i alla USA:s delstater och följande territorier och självständiga stater:
- Amerikanska Samoa
- Mikronesiska federationen
- Guam
- Marshallöarna
- Nordmarianerna
- Palau
- Puerto Rico
- Amerikanska Jungfruöarna